# Ormenis varicosa
Ormenis varicosa är en insektsart som först beskrevs av Walker 1858.  Ormenis varicosa ingår i släktet Ormenis och familjen Flatidae. Inga underarter finns listade i Catalogue of Life.